# Prêmio Strega

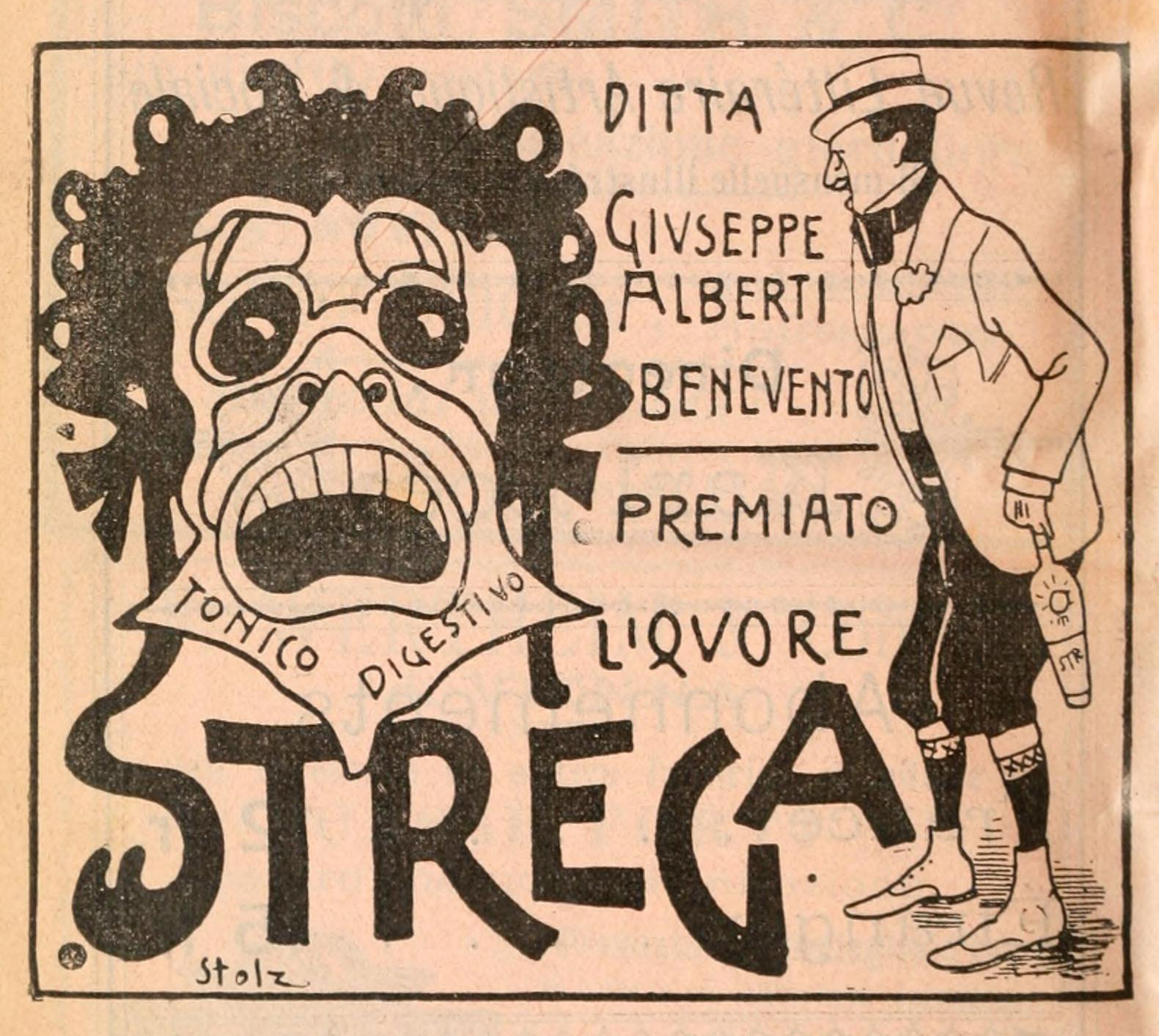
Anúncio do licor Strega (1902)

O Prêmio Strega ( em italiano:  Premio Strega [ˈprɛːmjo ˈstreːɡa] ) é o prêmio literário italiano de maior prestígio . É premiado anualmente desde 1947 para a melhor obra de ficção em prosa escrita em língua italiana por um autor de qualquer nacionalidade e publicada pela primeira vez entre 1º de maio do ano anterior e 30 de abril.

## História
Em 1944, Maria e Goffredo Bellonci começaram a hospedar um salão literário na sua casa em Roma. Essas reuniões de domingo incluíam um grande número de escritores, artistas e intelectuais, e incluíam muitas das figuras mais notáveis da vida cultural italiana. O grupo ficou conhecido como Amici della Domenica, ou 'Amigos de Domingo'. Em 1947, os Bellonci, juntamente com Guido Alberti, dono da firma que produz o licor Strega, decidiram inaugurar um prêmio de ficção, sendo o vencedor escolhido pelos amigos de domingo.
As atividades do círculo de Bellonci e a instituição do prêmio foram vistas como marcando uma tentativa de retorno à "normalidade" na vida cultural italiana: uma característica da reconstrução que se seguiu aos anos de fascismo, guerra, ocupação e libertação.
O primeiro vencedor da Strega, eleito pelos Amigos de Domingo, foi Ennio Flaiano, por seu primeiro e único romance Tempo di uccidere, que se passa na África durante a Segunda Guerra Ítalo-Abissínia . Foi traduzido para o inglês como The Short Cut .

## Processo de seleção
Desde a morte de Maria Bellonci em 1986, o prêmio é administrado pela Fondazione Maria e Goffredo Bellonci . Os membros do agora júri de 400 prêmios, provenientes da elite cultural da Itália, ainda são conhecidos como os Amigos do Domingo. Para que um livro seja considerado, ele deve ter o apoio de pelo menos dois Amigos. A longa lista inicial é reduzida em uma primeira votação para uma lista curta de cinco. O segundo turno da votação, seguido da proclamação do vencedor, ocorre na primeira quinta-feira de julho no ninfeu da Villa Giulia, em Roma.

## Prêmio Strega especial, 2006
Em 2006, septuagésimo ano do Prêmio Strega, foi concedido um prêmio especial à Constituição da Itália, documento elaborado e aprovado em 1946, ano do nascimento da Strega. O prêmio foi recebido pelo ex- presidente da República Italiana Oscar Luigi Scalfaro .

## Vencedores
- 1947 – Ennio Flaiano, Tempo di uccidere
- 1948 – Vincenzo Cardarelli, Villa Tarantola
- 1949 – Giambattista Angioletti, La memoria
- 1950 – Cesare Pavese, La bella estate
- 1951 – Corrado Alvaro, Quasi una vita
- 1952 – Alberto Moravia, I racconti
- 1953 – Massimo Bontempelli, L'amante fedele
- 1954 – Mario Soldati, Lettere da Capri
- 1955 – Giovanni Comisso, Un gatto attraversa la strada
- 1956 – Giorgio Bassani, Cinque storie ferraresi
- 1957 – Elsa Morante, L'isola di Arturo
- 1958 – Dino Buzzati, Sessanta racconti
- 1959 – Giuseppe Tomasi di Lampedusa, Il gattopardo
- 1960 – Carlo Cassola, La ragazza di Bube
- 1961 – Raffaele La Capria, Ferito a morte
- 1962 – Mario Tobino, Il clandestino
- 1963 – Natalia Ginzburg, Lessico famigliare
- 1964 – Giovanni Arpino, L'ombra delle colline
- 1965 – Paolo Volponi, La macchina mondiale
- 1966 – Michele Prisco, Una spirale di nebbia
- 1967 – Anna Maria Ortese, Poveri e semplici
- 1968 – Alberto Bevilacqua, L'occhio del gatto
- 1969 – Lalla Romano, Le parole tra noi leggere
- 1970 – Guido Piovene, Le stelle fredde
- 1971 – Raffaello Brignetti, La spiaggia d'oro
- 1972 – Giuseppe Dessì, Paese d'ombre
- 1973 – Manlio Cancogni, Allegri, gioventù
- 1974 – Guglielmo Petroni, La morte del fiume
- 1975 – Tommaso Landolfi, A caso
- 1976 – Fausta Cialente, Le quattro ragazze Wieselberger
- 1977 – Fulvio Tomizza, La miglior vita
- 1978 – Ferdinando Camon, Un altare per la madre
- 1979 – Primo Levi, <i id="mwow">La chiave a stella</i>
- 1980 – Vittorio Gorresio, La vita ingenua
- 1981 – Umberto Eco, Il nome della rosa
- 1982 – Goffredo Parise, Il sillabario n.2
- 1983 – Mario Pomilio, Il Natale del 1833
- 1984 – Pietro Citati, Tolstoj
- 1985 – Carlo Sgorlon, L'armata dei fiumi perduti
- 1986 – Maria Bellonci, Rinascimento privato
- 1987 – Stanislao Nievo, Le isole del paradiso
- 1988 – Gesualdo Bufalino, Le menzogne della notte
- 1989 – Giuseppe Pontiggia, La grande sera
- 1990 – Sebastiano Vassalli, La chimera
- 1991 – Paolo Volponi, La strada per Roma
- 1992 – Vincenzo Consolo, Nottetempo, casa per casa
- 1993 – Domenico Rea, Ninfa plebea
- 1994 – Giorgio Montefoschi, La casa del padre
- 1995 – Mariateresa Di Lascia, Passaggio in ombra
- 1996 – Alessandro Barbero, Bella vita e guerre altrui di Mr. Pyle, 'gentiluomo'
- 1997 – Claudio Magris, Microcosmi
- 1998 – Enzo Siciliano, I bei momenti
- 1999 – Dacia Maraini, Buio
- 2000 – Ernesto Ferrero, N.
- 2001 – Domenico Starnone, Via Gemito
- 2002 – Margaret Mazzantini, Non ti muovere
- 2003 – Melania Mazzucco, Vita
- 2004 – Ugo Riccarelli, Il dolore perfetto
- 2005 – Maurizio Maggiani, Il viaggiatore notturno
- 2006 – Sandro Veronesi, Caos calmo
- 2007 – Niccolò Ammaniti, Come Dio comanda
- 2008 – Paolo Giordano, La solitudine dei numeri primi
- 2009 – Tiziano Scarpa, Stabat mater
- 2010 – Antonio Pennacchi, Canale Mussolini
- 2011 – Edoardo Nesi, Storia della mia gente[5]
- 2012 – Alessandro Piperno, Inseparabili[6]
- 2013 – Walter Siti, Resistere non serve a niente[7]
- 2014 – Francesco Piccolo, Il desiderio di essere come tutti[8]
- 2015 – Nicola Lagioia, La Ferocia[9]
- 2016 – Edoardo Albinati, La scuola cattolica
- 2017 – Paolo Cognetti, Le otto montagne
- 2018 – Helena Janeczek, La ragazza con la Leica[10]
- 2019 – Antonio Scurati, M. Il figlio del secolo
- 2020 – Sandro Veronesi, Il colibrì
- 2021 – Emanuele Trevi, Due vite
- 2022 – Mario Desiati, Spatriati